# クリストファー・ヒンターフーバー

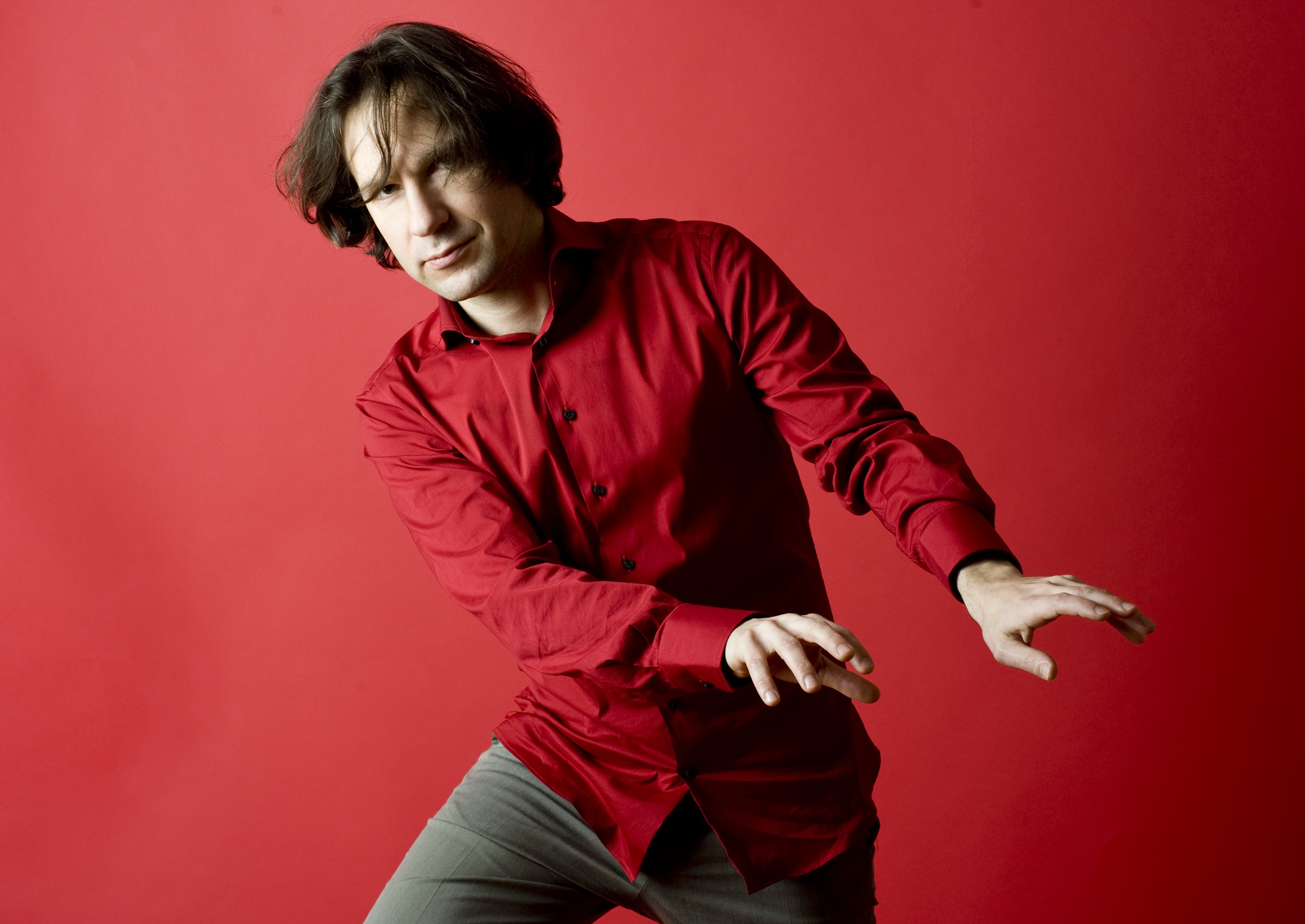
クリストファー・ヒンターフーバー (2012)

クリストファー・ヒンターフーバー（Christpher Hinterhuber, 1973年6月28日 - ）は、オーストリアのピアニスト。
クラーゲンフルトの生まれ。地元の音楽院を経てウィーン国立音楽大学でルドルフ・ケーラーやハインツ・メジャモリックらに師事した他、イモラでラザール・ベルマンの薫陶を受け、ドミトリ・バシュキーロフ、オレグ・マイゼンベルクやマレイ・ペライアらのマスター・クラスも受講した。2001年にベートーヴェン国際ピアノ・コンクールで第二位に入賞し、2002年にアメリカのカーネギー・ホールを含む世界各国のホールを巡って演奏活動を開始した。2010年からウィーン国立音楽大学で教鞭をとる傍らで、2012年からアルテンブルク三重奏団のメンバーとして活動している。